# Джитіш Каллат
Джитіш Каллат (*1971 ) — сучасний індійський художник, скульптор, фотограф, майстер інсталяції.

## Життєпис
Його родина переїхала зі штату Керала до Бомбею (сучасний Мумбаї) наприкінці 1950-х років. Джитіш народився тут у 1971 році, здобув основи навчання. З дитинства захоплювався малюванням. Поступив до художньої школи Джей Джей, яку закінчив у 1996 році зі ступіню бакалавра та отримавши першу премію школи. У 1996–1997 роках був нагороджений стипендією школи Джей Джей.
Вже у 1997 році взяв участь у групових виставках в Національній галерерії сучасного мистецтва (Мумбаї) та у м. Кассель (Німеччина). Того ж року відбулася перша персональна виставка митця — Галерея Прітхві (Мумбаї). Загалом Д.Каллат на тепер брав участь у 67 групових виставках та організував 25 персональних виставок.
Роботи Джитіша Каллата виставлялися у містах Індії (Нью-Делі, Ченнаї, Мумбаї, Бангалор, Колката), Європи (Лондон, Париж, Цюрих, Мілан, Роттердам, Берлін, Лісабон, Мадрид, Амстердам, Гаага, Брюссель, Вулвергемптон, Лілль, Раматюель, Леверкузен, Кассель) Азії (Пекін, Сеул, Сінгапур, Тайпей, Токіо, Фукуока, Гуанчжоу, Кванджу), Австралії (Сідней, Брисбен), США (Вашингтон, Чикаго, Нью-Йорк), Гавані.

## Творчість
Джитіш Каллат є автором численних картин, великих й амбітних скульптур, фото-експозицій, відеоробіт. Ранні роботи Каллата відображають проблеми пригноблених людей, які соціально, політично і географічно залишаються поза структур суспільства. Каллат висловив зображував своїх героїв на фоні замальовок міських ландшафтів і міст Індії. Бажання озвучити голоси пригноблених поклало початок його інноваційному підходу у використанні різних текстур і масштабів, включали в себе значний обсяг спотвореної реальності пригноблених людей (картини «When so many Spectacles Happen I see-saw» 1995 року, «Трагічна актриса (Спробуй, лизни, проковтни і потім говори)» 2002 року).
У 1990-х роках художник став малювати, людей, що самовизначаються в битві з містом, який переповнений людьми, які прибувають з сільських місцин («Курсив (Танок війни)» 2002 року, «Зречення» 2004 року, «Без назви (Риба)» 2002 року, «Sweatopia-1» 2008 року).
Поєднання кольорів або просто фон, з якими Д.Каллат працює у багатьох своїх картинах, перегукуються з колірним кодом шкали терористичної загрози, введеної Національною системою безпеки США в березні 2002 року. Цим самим відображає існуючи загрози у повсякденні («Кисень» 2002 року, «Sweatopia-2» 2008 року). У пізнішій фотороботі «Пропорційність» (2009 рік) за допомогою лінз сім кольорів веселки з'являються і зникають, пропонуючи в різні миті побачити можливості зміни потенційного ризику.
Свої погляди ан суспільні, соціальні проблеми Джитіш Каллат також відображав у величезних скульптурах. Найзначущими є «Еруда» (хлопчик із книгою), «Додаток» (зображує дитячу працю), «Смерть Відстані» (у вигляді 1 рупії — ціни життя). Крихкість людського життя і смерть — присутні в серії скульптур великого розміру, схожих на скелети динозаврів з музею природної історії. «Кістяні» машини Каллата перегукуються з його ж фотографіями машин, вантажівок, велосипедів і автобусів, спалених до тла під час громадських заворушень. (назви робіт із серії «Кістяний» транспорт Джитіша Каллата", «Аквазар», «Ігнатавр»,).

## Нагороди
- Санскритська премія — 2001 рік
- Премія Гармонія — 2002 рік